# Lars Gustaf Linde
Lars Gustaf Linde, född den 21 mars 1825 i Ransäters socken i Värmlands län, död den 19 juli 1890 i Stockholm, var en svensk ämbetsman och författare. 
Linde blev 1846 student vid Uppsala universitet, där han 1848 avlade kameralexamen och 1859 hovrättsexamen, och inträdde 1849 i Kammarkollegium, där han 1869 befordrades till advokatfiskal. Han var även anställd som landskanslist i Stockholms län (1855–1862) och som kammarskrivare i Kammarrätten (1862–1866), varjämte han 1861–1864 bestred kronofogdetjänst i Södertörns fögderi av Stockholms län. Under studierna för kameralexamen sammanskrev Linde för egen användning en Repetitionskurs i svenska kamerallagfarenheten efter L.G. Rabenius lärobok och utgav den 1849. Detta arbete gav uppslag till en överenskommelse med förläggarfirman N.M. Lindh i Örebro om utarbetande av en utförligare handbok i ekonomi- och kamerallagfarenhet, vilken vid utgivandet 1852 delades i två självständiga, för sin praktiska användbarhet mycket välkända arbeten: Försök till systematisk framställning af svenska ekonomilagfarenheten (3:e upplagan, med titeln Sveriges ekonomirätt, 1888) och Försök till systematisk framställning af svenska kamerallagfarenheten (3:e upplagan, med titeln Sveriges finansrätt, 1887). Därjämte utgav Linde bland annat en Handbok i Sveriges bergsförfattningar (1853). Han är begravd på Solna kyrkogård.